# 鈴木美香
鈴木 美香（すずき みか、1966年1月9日 - ）は、東京都出身の日本のフリーアナウンサー、女優。えりオフィス所属。
東京都立石神井高等学校、東洋大学文学部国文学科卒業。情報番組のリポーター、女優、ナレーターなどさまざまな仕事をこなす。2008年5月に鈴木美佳から改名した。
なお、かつて新潟総合テレビおよびテレビ神奈川のアナウンサーであった鈴木美佳、および、かつて静岡放送のアナウンサーであった鈴木美佳とは別人である。

## 出演

### 映画
- ガメラ 大怪獣空中決戦（1995 金子修介監督）
- ホーム・スイートホーム2 〜日傘の来た道〜（2003 栗山富夫監督）
- KIDS（2008 荻島達也監督）
- 江ノ島プリズム（2013 吉田康弘監督）

### テレビドラマ
1998年
- 土曜ワイド劇場『まじめ警部補とかたやぶり刑事』3 （テレビ朝日）
- 花王・愛の劇場『勇気をだして』（レギュラー）（TBS）

1999年
- 金曜エンタテイメント『ベストセラー作家は白百合の仕置人』（フジテレビ）
- 奇跡の人 最終話（よみうりテレビ）
- 土曜ワイド劇場『作家 小日向鋭介の推理日記』3 「呪われた文学賞」（テレビ朝日）
- 笑ゥせぇるすまん 第6話「主婦タレント」（テレビ朝日）

2000年
- 火曜サスペンス劇場『死刑囚の妹』（日本テレビ）
- 金曜テレビの星『はなまるマーケット殺人事件』（TBS）
- 金曜エンタテイメント『赤い霊柩車シリーズ』13 「函館立待岬 喪服の花嫁」（フジテレビ）

2001年
- 火曜サスペンス劇場『盲人探偵・松永礼太郎』13 「愛する人へ」（日本テレビ）
- 運命の日〜ラッシュアワーの悪夢〜（東海テレビ）
- 女と愛とミステリー『愛するあまり』（テレビ東京）
- ビューティ☆7 第9話（日本テレビ）
- 土曜ワイド劇場『変装婦警の事件簿』3（テレビ朝日）

2002年
- 女と愛とミステリー『信濃のコロンボ』2 「北国街道殺人事件」（テレビ東京）
- 月曜ミステリー劇場『棟居刑事シリーズ』2 「高層の死角」（TBS）
- 月曜ミステリー劇場『上条麗子の事件推理』2 「死を呼ぶ早期退職金」（TBS）
- 月曜ミステリー劇場『陰の季節』4 「失踪」（TBS）
- 女と愛とミステリー『ミイラが呼んでいる』（テレビ東京）
- 火曜サスペンス劇場『12月の花嫁』（日本テレビ）

2003年
- 女と愛とミステリー『信濃のコロンボ』4 「戸隠伝説殺人事件」（テレビ東京）
- 火曜サスペンス劇場『だます女だまされる女』6（日本テレビ）
- 月曜ミステリー劇場『外科医零子』3「ハートの時効」（TBS）

2004年
- 火曜サスペンス劇場『だます女だまされる女』7,8（日本テレビ）

2006年
- 東海テレビ連続ドラマ『新・風のロンド』第8話（東海テレビ）
- 自転車少年記（テレビ愛知）

2007年
- 警視庁捜査一課9係 Season2 第2話「殺人係長」（テレビ朝日）

2008年
- 東海テレビ連続ドラマ『白と黒』第21、24、25、33話（東海テレビ）

2009年
- 東海テレビ連続ドラマ『非婚同盟』第42話（東海テレビ）

2010年
- 新・警視庁捜査一課9係 Season2 第6話「殺しのルージュ」（テレビ朝日）

2011年
- 11人もいる!（レギュラー）（テレビ朝日）

2013年
- ダブルス〜二人の刑事 最終話（テレビ朝日）
- 金曜プレステージ『女医・倉石祥子 〜死の研究室〜』（フジテレビ）
- ハードナッツ! 〜数学girlの恋する事件簿〜 第7・最終話（NHK BSプレミアム）

### CM
- 「キャベ2」（興和、1990年）
- 「東京サミットに向けて」（警視庁、1991年）
- 「ゼロックス コピー機」（FUJI XEROX、1993年）
- 「ライオン・生コマーシャル」（LION、1995年〜1997年）
- 「アイリスケアセンター」（ニチイ学館、2000年）
- 「『情報ツウ』PR」（日本テレビ、2002年）
- 「本郷物語」（本郷陵苑、2002年）
- 「デンコードー 〜友達との会話篇〜」（デンコードー、2003年）
- 「エスタック・イブ」（エスエス製薬、2003年）
- 「そんぽ24」（そんぽ24、2005年）
- 「金芽米」（トーヨーライス、2006年）
- 「アクアクララ」（アクアクララ、2006年）
- 「ドモホルンリンクル 〜そのうちに篇〜」（再春館製薬所、2007年〜2012）
- 「小田急ロマンスカー 〜成長する家族篇〜」（小田急電鉄、2008年）
- 「百年住宅」（百年住宅、2010年）

### リポーター
1990年
- フジテレビ赤丸チェック（フジテレビ）
- EXテレビ（日本テレビ）

1990年〜1993年
- モーニングショー（テレビ朝日）

1991年〜1993年
- キャッチアップ（TBS）

1992年
- 天下の達人!4本勝負（テレビ朝日）
- 地球知りたい気分 '93最新水着コレクション（テレビ東京）

1992年〜1993年
- みのもんたの世渡りジョーズ!!（日本テレビ）

1993年
- 独占サイクルスポーツ ゴールデンウィーク直前！房総サイクルツアー（テレビ東京）
- 旅専科 東武佐野線の旅 〜館林・佐野・葛生〜（東武CATV）
- 日曜スペシャル『ぼくらの自然大探検』（テレビ朝日）

1993年〜1995年
- おはよう茨城（フジテレビ）
- スーパーモーニング（テレビ朝日）

1995年
- 美しい足が私を変えた・密着ドキュメント100日間（テレビ大阪）

2001年
- ニホン語で安心！マレーシア・リゾート（旅チャンネル）
- わっ!!つNEW（テレビ東京）

2001年〜2002年
- サンデーオンライン（BS朝日）

2002年
- NNNニュースプラス1 特集コーナー（日本テレビ）

2006年
- サタデースクランブル（テレビ朝日）